# Евреи Китая

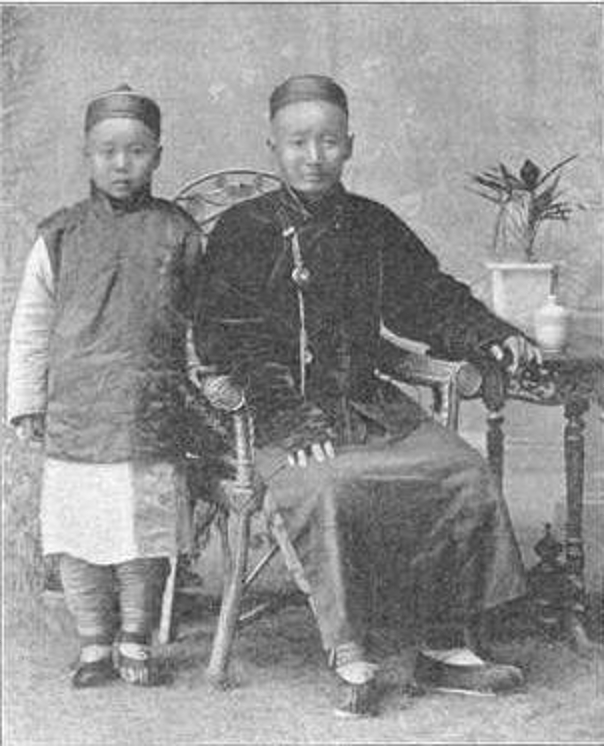
Кайфынские евреи

Евреи Китая представлены двумя очень разными общинами. В первую общину входят так называемые кайфынские евреи (ютай или ютайжэнь), которые на протяжении по крайней мере 700 лет были сосредоточены в китайском городе Кайфын (провинция Хэнань). Термин «китайские евреи» возник в XVII—XVIII вв., когда христианские миссионеры впервые столкнулись с представителями данной общины. Сами китайцы называли иудаизм «тяо цзинь цзяо» (挑筋教), что значит «религия вытягивания жил» (намёк на определённые требования кашрута). К началу 1980-х гг. свыше 200 потомков членов этой общины, ассимилировавшихся в религиозном, культурном и даже антропологическом отношении, продолжали называть себя евреями. Некоторые впоследствии выехали в Израиль. Позднее в общине Кайфына начался подъём самосознания, и считается, что сегодня (2010) около тысячи местных жителей знают о своих еврейских корнях. Гораздо более многочисленная еврейская община возникла в Китае после его «открытия» в XIX веке из числа переселенцев, прибывших в страну из европейских государств. Она была особенно многочисленна в Маньчжурии, где евреи селились вместе с русскими в полосе КВЖД с начала XX века. В отличие от кайфынских евреев, представители этой общины почти не смешивались с китайским населением.

## Истоки
Согласно преданиям, евреи прибыли в Китай при династии Хань в I в. н. э. В это время уже существовал Великий Шёлковый Путь через Джунгарию и Восточный Туркестан в страны Средней Азии и Ближнего Востока.
Документальные данные подтверждают присутствие еврейских торговцев в Китае в VIII—IX вв. Арабские, китайские и другие источники IX—XIV вв. сообщают о существовании в Китае еврейских торговых колоний и даже общин в Ханчжоу, Пекине и других городах. Эти общины достигли расцвета в XIII—XIV вв., но впоследствии бесследно исчезли.

## Кайфынские евреи

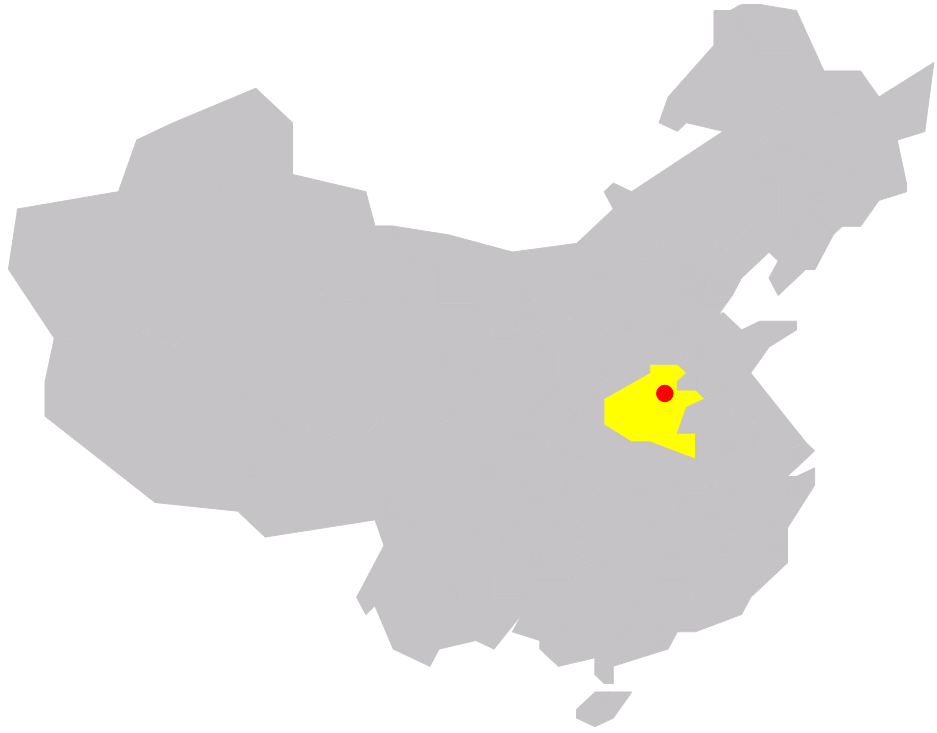
Кайфын и провинция Хэнань на карте Китая

Проверку временем выдержала лишь община в Кайфыне, которая со временем приобрела особый этнический облик. Внешне кайфынские евреи почти ничем не отличаются от своих соседей — китайцев. Связано это с тем, что после разрушения синагоги во время восстания тайпинов многие евреи выехали из Кайфына, а оставшиеся для продолжения рода вступали в брак с китаянками и хуэйками. Поскольку счёт родства у кайфынских евреев патрилинейный, при репатриации в Израиль по Закону о возвращении им приходится формально принимать иудаизм.

### История кайфынской общины
Надпись на местной стеле (1489) утверждает, что 70 еврейских семейств прибыли некогда с запада (Индия или Персия), поднесли в дар императору хлопчатобумажные ткани и получили разрешение поселиться в Кайфыне. Поскольку Кайфын был столицей империи Северная Сун в 960—1127 гг., то это событие могло произойти не позднее 1127 г., когда Кайфын был захвачен чжурчжэнями и двор бежал на юг, за реку Янцзы. Возведение синагоги стела относит к 1169 году. Более поздние стелы подчёркивают верность евреев императору и их доблестную службу в войсках Юэ Фэя.

Видимо, первоначально разговорным языком китайских евреев был новоперсидский, они занимались изготовлением, крашением и украшением узорами хлопчатобумажных тканей. По одной из гипотез, китайские евреи пришли из Бухары и постепенно прибывали в Кайфын небольшими группами. Вероятно, община в дальнейшем принимала выходцев из других стран Востока, так как её литургия (известная по молитвенникам китайских евреев) отражает влияние не только персидских, но и йеменских евреев. Рукописные тексты на древнееврейском свидетельствуют о том, что переписчики не имели представления о действительном произношении слов. 

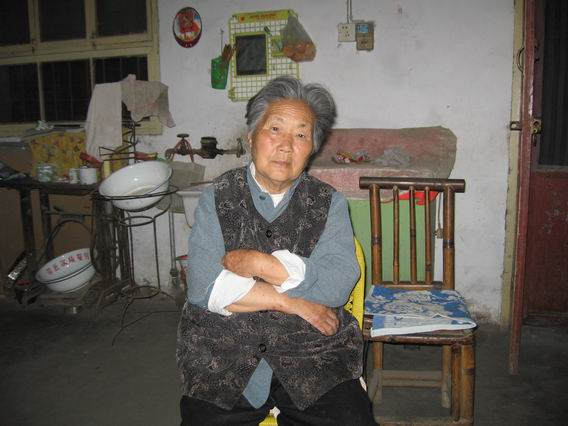
Еврейка из Кайфына.

О существовании китайских евреев европейцам стало известно от иезуитского миссионера Маттео Риччи, который встретил в 1605 г. молодого кайфынского еврея по имени Ай Тянь (艾田) и узнал от него, что тот верит в единого Бога. Изображение Богоматери с младенцем он принял за Ревекку с Иаковом. Из дальнейших расспросов и визитов в Кайфын иезуитам стало известно о том, что тамошние евреи посещают синагогу и воздерживаются от употребления свинины.

## Еврейские переселенцы из европейских стран (c XIX века)
Община европейских евреев сформировалась в Китае после его открытия в результате опиумных войн. Евреи приезжали в европейские сеттльменты, создаваемые в Китае. Наибольшая по численности община европейских евреев сложилась в начале XX века в Маньчжурии из числа евреев, прибывших из России.

### Евреи Маньчжурии
Появление еврейской общины в Маньчжурии связано со строительством КВЖД в начале XX века, когда из России на новые земли в Китае хлынул поток жителей, среди которых было довольно много евреев. В Китае евреев привлекали не только заработки, но и почти полное отсутствие антисемитизма, с которым они сталкивались в России. Гражданская война в России привела к новому притоку евреев в Маньчжурию, уже в составе белой эмиграции. В результате, в маньчжурских городах возникли крупные еврейские общины. Наиболее ярким примером является еврейская община Харбина, появившаяся в 1903 году. Динамика её численности следующая: 1903 год — 300 человек (перепись), 1914 год — около 5,5 тыс., 1920 год — 25 тыс. человек (перепись), 1931 год — 13 — 15 тыс. человек. В 1920-е — 1930-е годы евреи Харбина играли значительную роль в банковском деле (им принадлежало 3 банка, причем Еврейский народный банк просуществовал до 1959 года). Кроме того, в 1908 году евреи построили первый в Китае сахарный завод. В 1926 году в городе функционировали 489 еврейских предприятий. Еврейское предпринимательство в Харбине действовало в табачной промышленности, пивоварении, мукомольном деле, производстве масла и ряде других отраслей. В Харбине действовали две синагоги, закрытые в 1956 и в 1963 годах. В Харбине функционировали еврейские учебные заведения, библиотека, СМИ. В 1933 году была построена Харбинская еврейская больница. Еврейская община Маньчжурии начала быстро сокращаться после того, как КВЖД была продана в 1935 году Маньчжоу-Го. После этого события начался массовый отъезд евреев из Маньчжурии и Китая скорее всего потому, что хотя новые власти не проводили политику антисемитизма, но с подозрением относились к евреям (и к представителям других национальностей), имевшим советское гражданство. По данным Дальневосточного центрального еврейского информационного бюро за период с 1 апреля 1935 года по 1 июля 1936 года из Маньчжоу-Го выехали около 2 тыс. евреев, в том числе около 1,5 тыс. в СССР. После Второй мировой войны положение евреев в Маньчжурии резко ухудшилось в связи с высокой инфляцией, обесценившей почти все сбережения, а также из-за стремления китайских коммунистических властей выселить в СССР русскоязычное население. Выходом была эмиграция в Израиль и в СССР. По данным З. Аграновского, численность еврейской общины в Харбине была следующей: на май 1949 года — 1,9 тыс. — 2 тыс., на 1951 год — менее 700 чел., в июне 1955 года — 380 чел., на 1 января 1958 года — 189 чел., на 1 апреля 1962 года — 48 чел. Из этих цифр видно, что многочисленная еврейская община Харбина к 1962 году практически прекратила свое существование. Похожая участь была у еврейских общин в других городах Китайской Народной Республики.

### Евреи Гонконга
Еврейская община возникла в Гонконге в 1857 году и была представлена очень влиятельными людьми, среди которых выделялась семья Сассун, игравшая в XIX веке существенную роль в мировой торговле опиумом. В 1904—1907 годах губернатором Британского Гонконга был еврей по происхождению Мэтью Натан. Динамика численности евреев города следующая: 1921 год — 100 человек, 1954 год — 250 человек, 1968 год — 200 человек (в том числе 70 сефардов и 130 ашкенази), 1998 год — 2500 человек, 2002 год — 6000 человек.